# Chrysobothris eurycephala
Chrysobothris eurycephala es una especie de escarabajo del género Chrysobothris, familia Buprestidae. Fue descrita científicamente por Obenberger en 1934.